# Oabius sastianus
Oabius sastianus är en mångfotingart som först beskrevs av Chamberlin 1903.  Oabius sastianus ingår i släktet Oabius och familjen stenkrypare. Inga underarter finns listade i Catalogue of Life.